# Niccolò Stanchi
Niccolò Stanchi (Rome, 1623 - 1690) est un peintre italien de nature morte qui fut actif au XVIIe siècle.  

## Biographie
Niccolò Stanchi  a été un artiste de nature morte surtout de fleurs. Il a participé à la décoration de la galerie du palais Borghèse à Rome en peignant des guirlandes de fleurs sur des miroirs.
Il avait deux frères Angelo et Giovanni Stanchi eux aussi peintres de nature morte.

## Œuvres
- Guirlande de fleurs entourant un vase décoré d'une Diane chasseresse avec des fruits au printemps,